# Heilsberger Park

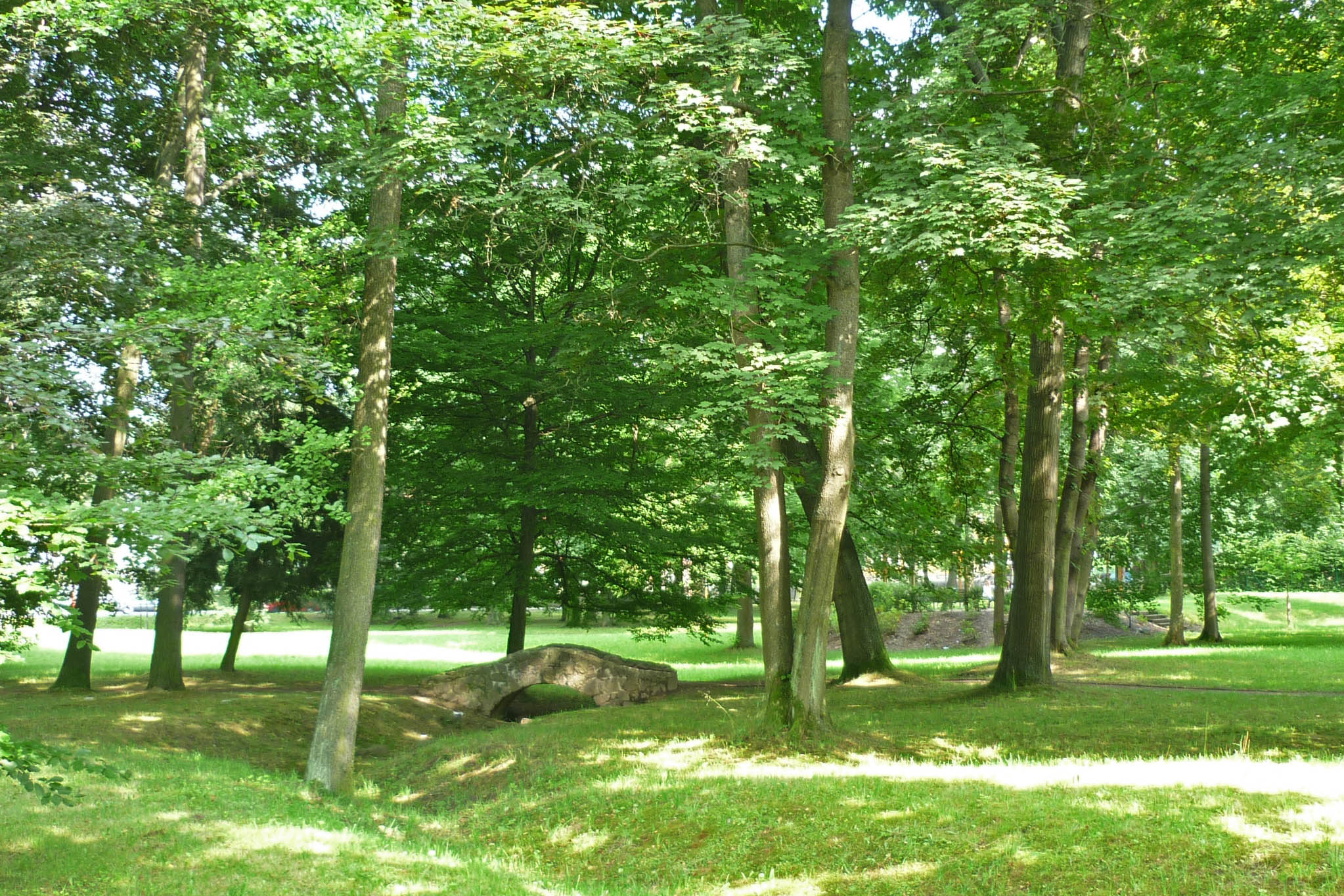
Steinbogenbrücke im Park

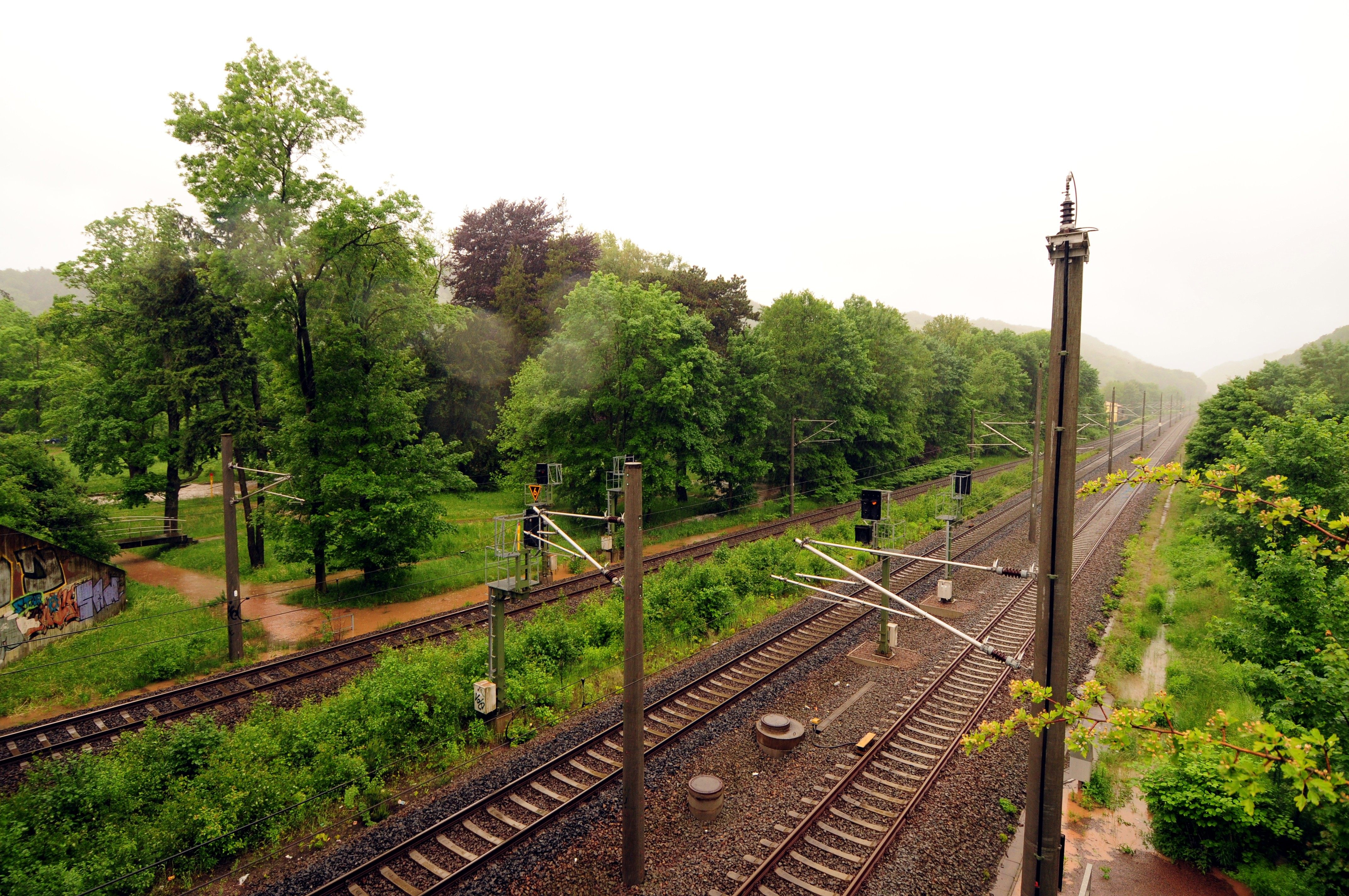
Heilsberger Park am Bahndamm

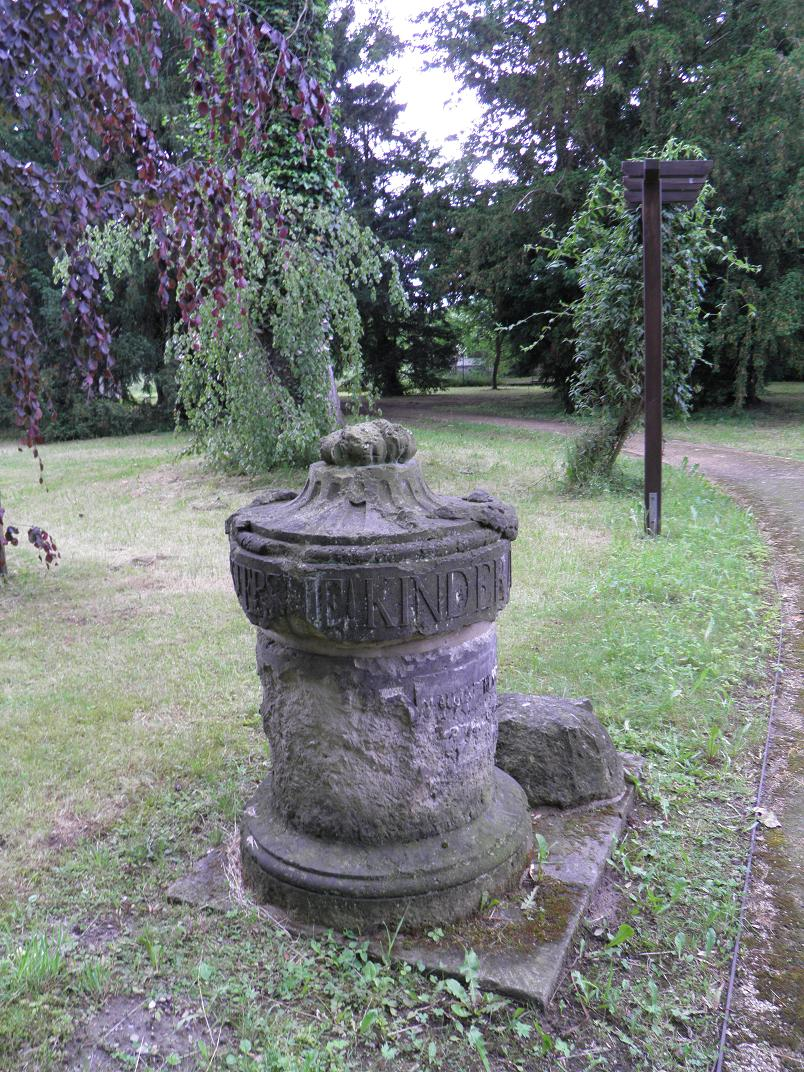
Fragment der Opfersäule von 1793

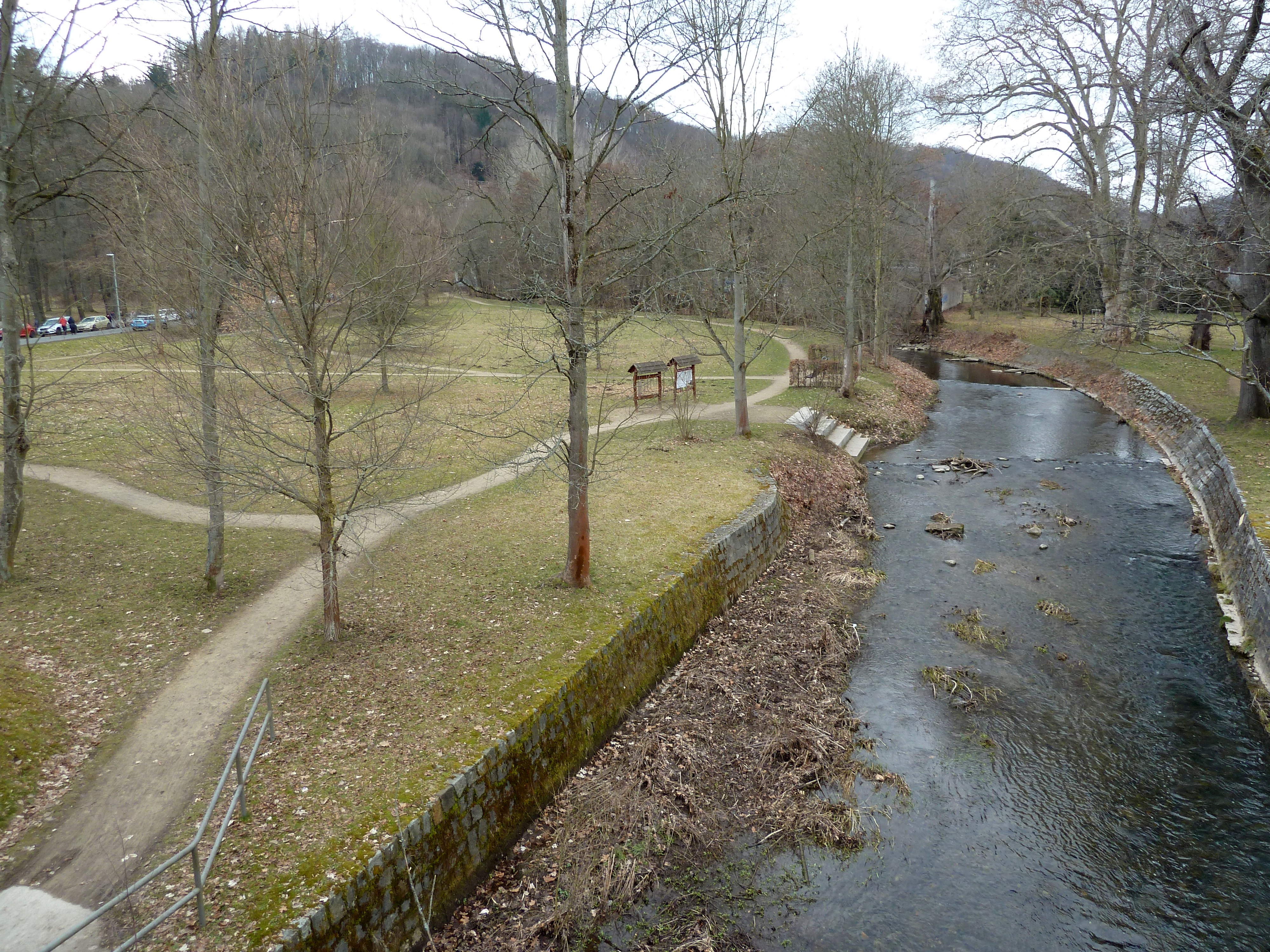
Der Heilsberger Park 2021

Der Heilsberger Park ist ein geschützter Landschaftsbestandteil im Stadtteil Hainsberg der Großen Kreisstadt Freital und zählt zu den bedeutendsten Parkanlagen der Stadt.

## Geographie
Der Park befindet sich in der Gemarkung Coßmannsdorf. Er wird von der Bahnstrecke Dresden–Werdau nach Norden sowie von der Somsdorfer Straße nach Osten und Süden hin begrenzt. Im Westen ist der Heilsberger Park zum einen durch die Straßenmeisterei Freital und zum anderen durch die Talhänge nach Somsdorf begrenzt. Der Leitenweg teilt den Heilsberger Park in einen Nordteil (Leitenwegwiese und Heilsberger Park) und einen südlichen Teil (Hainsberger Park). Im südlichen Teil befindet sich in der Wolfschen Fabrikantenvilla die „Schule im Park“ für Schüler mit geistiger Behinderung. Durchflossen wird der Heilsberger Park von der Wilden Weißeritz.
Im Park sind vier Bäume als Baumdenkmale ausgewiesen, die um 1760 gepflanzt wurden und heute damit über 250 Jahre alt sind. Es handelt sich um jeweils einen Ginkgobaum, eine Rotbuche, eine Hängebuche und eine Schwarzkiefer. Die Bäume haben einen Stammdurchmesser von 2,40 bis 8 Metern sowie eine Höhe von 18 bis 40 Metern.

## Geschichte
Der Name der Parkanlage stammt von dem Freigut Heilsberg. Neben der urkundlichen Überlieferung des Ortsnamens Haylsberg (1370) wurde es in den Jahren 1402 und 1414 als herrschaftliches Gut erwähnt. Der Rabenauer Pfarrer, Magister August Friedrich Schneider (1727–1792) kaufte das Gut im Jahr 1790, von ihm erbte es der Dresdner Hof- und Justizrat Freiherr Gottfried Ferdinand von Lindemann (1744–1804). Der Engländer George de la Pole erwarb das Freigut 1839 und ließ sich im darauffolgenden Jahr das heute als Engländerei bezeichnete Herrenhaus im typisch englischen Landhausstil durch Johann Eduard Heuchler errichten. Bereits 1843 erwarb der Engländer Daniel Smith (1787–1859) das Freigut. Nach ihm waren die Familien Plock, von Gordon und Kleinjung die weiteren Gutsbesitzer. Nach dem Ende des Zweiten Weltkriegs wurde das Gut enteignet und ging in Volkseigentum über. Der Fuhrunternehmer Heiner Anders kaufte das marode Herrenhaus 1980 und sanierte es. Beim Jahrhunderthochwasser im August 2002 wurde es stark beschädigt.
Der Engländer George de la Pole legte vorgelagert zum Gutshaus, das heute als privates Wohnhaus genutzt wird, einen englischen Park an. Einige Gehölze stammen noch aus der Zeit um 1760. Freiherr Gottfried Ferdinand von Lindemann, der um 1800 unter anderem die Wanderwege mit Denksteinen und Aussichtspunkten rund um Tharandt anlegte, ließ 1793 eine Opfersäule zu Ehren des Vorbesitzers August Friedrich Schneider aufstellen, die 1945 zerstört wurde und seit 2005 als gesichertes Fragment im Park steht.
Das heutige Gebäude der Förderschule entstand nach 1881 auf Bestreben der Familie Wolf, Eigentümer der Coßmannsdorfer Spinnerei, wie auch die Villa mit Garten nach Plänen von Oswin Hempel im Ersten Weltkrieg gegenüber, als Wohngebäude. Sie erwarben den südlichen Teil des Grundstücks vom Gut Heilsberg und gestalteten ihn mit Baumpflanzungen als Hainsberger Park, der wohl auch ältere Bestände integrierte. Auf dem Wirtschaftshof des Gutes befindet sich heute die Straßenmeisterei Freital. Der Park mit der Opfersäule ist öffentlich.
Bis zum Jahr 1989 war die Anlage als „Geschützter Park“ unter Naturschutz gestellt, in der Villa befand sich zur Zeit der DDR ein Kindergarten. Seit 1994 ist er als geschützter Landschaftsbestandteil klassifiziert.